# شلن شرق أفريقيا
كان الشلن في شرق أفريقيا هو وحدة الحساب بالجنيه الإسترليني في المناطق الخاضعة للسيطرة البريطانية في شرق أفريقيا من عام 1921 حتى عام 1969. وقد أصدره مجلس العملة لشرق أفريقيا. وهو أيضًا الاسم المقترح للعملة المشتركة التي تخطط مجموعة شرق أفريقيا لطرحها.
يقسم الشلن إلى 100 سنت وكانت العشرين شلن تساوي جنيهًا واحدًا.

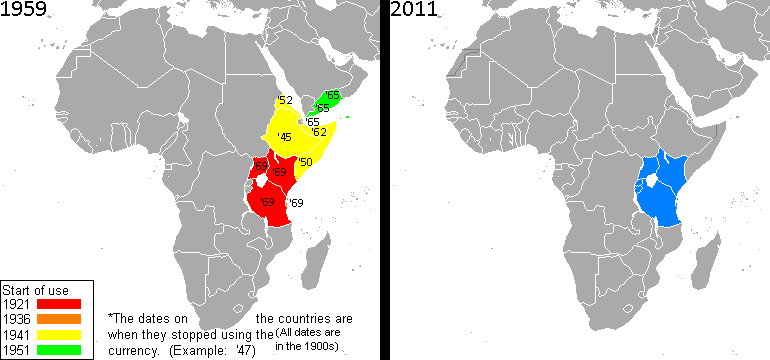
الشلن الأفريقي الشرقي القديم (يسار)، الشلن الأفريقي الشرقي (يمين)

## تاريخ

### أول شلن شرق أفريقي
على عكس أماكن أخرى في ممتلكات الإمبراطورية البريطانية التي استخدمت الجنيه الإسترليني، في شرق أفريقيا البريطانية كان الشلن بدلاً من الجنيه هو الوحدة الأساسية للحساب، وكان الجنيه وحدة عظمى تستخدم بدرجة أساسية لتسجيل المعاملات الحكومية والتجارية التي قد تكون إجمالياتها كبيرة بلا داعٍ إذا اقتبست بالشلن فقط.
وقد نشأت هذه الحالة الشاذة لأن العملة الأولى التي استخدمتها السلطات الاستعمارية البريطانية في شرق أفريقيا البريطانية كانت الروبية وليس الجنيه الإسترليني. وقد قاموا بإدخال الشلن الأفريقي الشرقي إلى كينيا وتنجانيقا وأوغندا في عام 1921، ليحل محل فلورين شرق أفريقيا قصير الأجل بمعدل 2 شلن مقابل 1 فلورين. كما أُدخل الفلورين بسبب ارتفاع أسعار الفضة بعد الحرب العالمية الأولى. في ذلك الوقت كانت الروبية الهندية هي عملة دول شرق أفريقيا البريطانية. وارتفعت قيمة الروبية -باعتبارها عملة فضية- مقابل الجنيه الإسترليني. وعندما وصل سعره إلى شلنين قررت السلطات استبداله بالفلورين. ومن الفلورين جاء الشلن في شرق أفريقيا. وقد ظلت العملة مرتبطة بشلن واحد جنيه إسترليني وقُسم إلى 100 سنت. في عام 1936 انضمت زنجبار إلى مجلس العملة واستبدلت الروبية الزنجبارية بمعدل 1/ إلى 1 روبية زنجبارية. استبدلت بالعملات المحلية (شلن كيني وشلن أوغندي وشلن تنزاني) بعد استقلال الأقاليم.
في عام 1951 حل الشلن الشرق أفريقي محل الروبية الهندية في مستعمرة عدن ومحميتها، والتي أصبحت اتحاد جنوب الجزيرة العربية في عام 1963. أما في عام 1965 فقد انهار مجلس العملة لشرق أفريقيا، وحل الدينار العربي الجنوبي محل الشلن في الاتحاد العربي الجنوبي بمعدل 20 شلنًا مقابل دينار واحد.
كما قاموا باستخدام الشلن في أجزاء من الصومال وإثيوبيا وإريتريا الحالية عندما كانت تحت السيطرة البريطانية. قبل عام 1941 كانت هذه المناطق -المعروفة آنذاك باسم شرق أفريقيا الإيطالية- تستخدم الليرة الإيطالية لشرق أفريقيا. في عام 1941 ونتيجة للحرب العالمية الثانية استعادت بريطانيا السيطرة وأدخلت الشلن، وذلك بمعدل 1 شلن مقابل 24 ليرة. عادت أرض الصومال الإيطالية إلى إيطاليا في عام 1949 باعتبارها وصاية الأمم المتحدة وسرعان ما تحولت إلى عملة الصومال الذي كان مساويًا للشلن. كما حصلت أرض الصومال البريطانية على استقلالها في عام 1960 وانضمت إلى ما كان يُعرف بأرض الصومال الإيطالية لإنشاء الصومال. في ذلك العام بدأت الصومال في استخدام الشلن الصومالي (بدلاً من الصومالو الصومالي) على قدم المساواة مع الشلن في شرق إفريقيا.
حصلت إثيوبيا على استقلالها في عام 1941 -بدعم من بريطانيا- وبدأت في استخدام الشلن الشرق أفريقي. وكانت عملة ماريا تيريزا تالر والروبية الهندية والجنيه المصري أيضًا عملة قانونية في بداية هذا الوقت، وليس من الواضح على وجه التحديد متى انتهى هذا الوضع. ثم قاموا باستعادة السيادة الكاملة في أواخر عام 1944، وأعادو تقديم الدولار الإثيوبي في عام 1945 بسعر 1 دولار = 2 شلن. وقاموا بالاستيلاء على إريتريا من الإيطاليين في عام 1941، وبدأت في استخدام الشلن شرق الأفريقي وكذلك الجنيه المصري. وألغيت العملة النقدية من الليرة في عام 1942. عندما شكلت إريتريا اتحادًا مع إثيوبيا في عام 1952 قاموا باعتماد الدولار -الذي كان قيد الاستخدام بالفعل في إثيوبيا- في إريتريا أيضًا.

### الشلن الثاني لشرق أفريقيا
وقد ترددت شائعات مفادها أن مجموعة شرق أفريقيا التي تتألف من كينيا وتنزانيا وأوغندا ورواندا وبوروندي وجنوب السودان وجمهورية الكونغو الديمقراطية والصومال سوف تُحيي الشلن الشرق أفريقي كجزء من الاتحاد النقدي للمجموعة. حدد الموعد المستهدف للاتحاد النقدي في عام 2031 بعد التأخيرات الناجمة جزئيًا عن جائحة كوفيد-19 وقبول دول أعضاء جديدة بما في ذلك جمهورية الكونغو الديمقراطية والصومال.

## العملات المعدنية

### صدرت في عهد جورج الخامس
| صدرت في عهد جورج الخامس | صدرت في عهد جورج الخامس | صدرت في عهد جورج الخامس | صدرت في عهد جورج الخامس | صدرت في عهد جورج الخامس | صدرت في عهد جورج الخامس                        | صدرت في عهد جورج الخامس       | صدرت في عهد جورج الخامس | صدرت في عهد جورج الخامس |
| صورة                    | قيمة                    | رقم الكتالوج            | المعايير الفنية         | المعايير الفنية         | وصف                                            | وصف                           | التاريخ                 | ملاحظات                 |
| صورة                    | قيمة                    | رقم الكتالوج            | كتلة                    | تعبير                   | وجه العملة                                     | ظهر العملة                    | التاريخ                 | ملاحظات                 |
| ----------------------- | ----------------------- | ----------------------- | ----------------------- | ----------------------- | ---------------------------------------------- | ----------------------------- | ----------------------- | ----------------------- |
|                         | 1 سنت                   | كم 22                   |                         | برونزي                  | "GEORGIVS V"، "REX ET IND:IMP:"، التاج، القيمة | "شرق أفريقيا" القيمة والتاريخ | 1922-1935               | الثقب المركزي           |
|                         | 5 سنتات                 | كم 18                   |                         | برونزي                  | "GEORGIVS V"، "REX ET IND:IMP:"، التاج، القيمة | "شرق أفريقيا" القيمة والتاريخ | 1921-1936               | الثقب المركزي           |
|                         | 10 سنتات                | كم 19                   |                         | برونزي                  | "GEORGIVS V"، "REX ET IND:IMP:"، التاج، القيمة | "شرق أفريقيا" القيمة والتاريخ | 1921-1936               | الثقب المركزي           |
|                         | 50 سنتًا                 |                         |                         |                         |                                                |                               |                         |                         |

### صدرت في عهد إدوارد الثامن
| صدرت في عهد إدوارد الثامن                              | صدرت في عهد إدوارد الثامن | صدرت في عهد إدوارد الثامن | صدرت في عهد إدوارد الثامن | صدرت في عهد إدوارد الثامن                         | صدرت في عهد إدوارد الثامن      | صدرت في عهد إدوارد الثامن | صدرت في عهد إدوارد الثامن | صدرت في عهد إدوارد الثامن |
| صورة                                                   | قيمة                      | رقم الكتالوج              | تعبير                     | وصف                                               | وصف                            | التاريخ                   | ملاحظات                   |                           |
| صورة                                                   | قيمة                      | رقم الكتالوج              | تعبير                     | وجه العملة                                        | ظهر العملة                     | التاريخ                   | ملاحظات                   |                           |
| ------------------------------------------------------ | ------------------------- | ------------------------- | ------------------------- | ------------------------------------------------- | ------------------------------ | ------------------------- | ------------------------- | ------------------------- |
|                                                        | 5 سنتات                   | كم 23                     | برونزي                    | "إدوارد الثامن"، "REX ET IND:IMP:"، التاج، القيمة | "شرق أفريقيا"، القيمة والتاريخ | 1936                      | الثقب المركزي             |                           |
|                                                        | 10 سنتات                  | كم 24                     | برونزي                    | "إدوارد الثامن"، "REX ET IND:IMP:"، التاج، القيمة | "شرق أفريقيا"، القيمة والتاريخ | 1936                      | الثقب المركزي             |                           |
| For table standards, see the coin specification table. |                           |                           |                           |                                                   |                                |                           |                           |                           |

### صدرت في عهد الملك جورج السادس

#### مثل جورجيفس السادس
| الصادر خلال عهد جورج السادس باسم جورج السادسة          | الصادر خلال عهد جورج السادس باسم جورج السادسة | الصادر خلال عهد جورج السادس باسم جورج السادسة | الصادر خلال عهد جورج السادس باسم جورج السادسة | الصادر خلال عهد جورج السادس باسم جورج السادسة | الصادر خلال عهد جورج السادس باسم جورج السادسة              | الصادر خلال عهد جورج السادس باسم جورج السادسة             | الصادر خلال عهد جورج السادس باسم جورج السادسة | الصادر خلال عهد جورج السادس باسم جورج السادسة                            |
| الصورة                                                 | القيمة                                        | رقم الكتالوج                                  | المعلمات التقنية                              | المعلمات التقنية                              | وصف                                                        | وصف                                                       | التواريخ                                      | ملاحظات                                                                  |
| الصورة                                                 | القيمة                                        | رقم الكتالوج                                  | الجماهير                                      | التركيب                                       | ظهر العملة                                                 | ظهر العملة                                                | التواريخ                                      | ملاحظات                                                                  |
| ------------------------------------------------------ | --------------------------------------------- | --------------------------------------------- | --------------------------------------------- | --------------------------------------------- | ---------------------------------------------------------- | --------------------------------------------------------- | --------------------------------------------- | ------------------------------------------------------------------------ |
|                                                        | 1 سنت                                         | كيلومتر 29                                    |                                               | الذهب                                         | "جورجيفس VI"، "ريكس وإند: إمب:"، تاج، قيمة                 | "أفريقيا الشرقية" قيمة، تاريخ                             | 1942                                          | ثقب مركزي                                                                |
|                                                        | 5 سنتات                                       | 25 كيلومتر                                    | 1936                                          | الذهب                                         | "جورجيفس VI"، "ريكس وإند: إمب:"، تاج، قيمة                 | "أفريقيا الشرقية" قيمة، تاريخ                             | ثقب مركزي                                     |                                                                          |
|                                                        | 5 سنتات                                       | 25.1 كيلومتر                                  | 1937-1941                                     | الذهب                                         | "جورجيفس VI"، "ريكس وإند: إمب:"، تاج، قيمة                 | "أفريقيا الشرقية" قيمة، تاريخ                             | ثقب مركزي، طحالب سميكة                        |                                                                          |
|                                                        | 5 سنتات                                       | 25.2 كيلومتر                                  | 1941-1943                                     | الذهب                                         | "جورجيفس VI"، "ريكس وإند: إمب:"، تاج، قيمة                 | "أفريقيا الشرقية" قيمة، تاريخ                             | ثقب مركزي، طحنة رقيقة                         |                                                                          |
|                                                        | 5 سنتات                                       | 25.3 كيلومتر                                  | 1942                                          | الذهب                                         | "جورجيفس VI"، "ريكس وإند: إمب:"، تاج، قيمة                 | "أفريقيا الشرقية" قيمة، تاريخ                             | لا ثقب مركزي، وفرن رقيق                       |                                                                          |
|                                                        | 10 سنتات                                      | كيلومتر 26.1                                  | 1937-1941                                     | الذهب                                         | "جورجيفس VI"، "ريكس وإند: إمب:"، تاج، قيمة                 | "أفريقيا الشرقية" قيمة، تاريخ                             | بعضها مع فتحة مركزية، بعضها بدون، فلان سميك   |                                                                          |
|                                                        | 10 سنتات                                      | 26.2 كيلومتر                                  | 1942-1945                                     | الذهب                                         | "جورجيفس VI"، "ريكس وإند: إمب:"، تاج، قيمة                 | "أفريقيا الشرقية" قيمة، تاريخ                             | ثقب مركزي، طحنة رقيقة                         |                                                                          |
|                                                        | 50 سنت ونصف شلن 1⁄2 shilling                  | 27 كيلومتر                                    | 3.8879 جرام                                   | 25٪ فضة                                       | "جورجيوس السادس" "ريكس وإنديان إمبراطور" ، سلة جورج السادس | قيمة مزدوجة، "أفريقيا الشرقية"، الأسد أمام الجبل، التاريخ | 1937-1944                                     |                                                                          |
|                                                        | 1 شلن                                         | كيلومتر 28.1                                  | 7،7759 جرام                                   | 25٪ فضة                                       | "جورجيوس السادس" "ريكس وإنديان إمبراطور" ، سلة جورج السادس | القيمة، "أفريقيا الشرقية"، الأسد أمام الجبل، التاريخ      | 1937-1944                                     | الحافة المزدوجة                                                          |
|                                                        | 1 شلن                                         | كيلومتر 28.2                                  | 7،7759 جرام                                   | 25٪ فضة                                       | "جورجيوس السادس" "ريكس وإنديان إمبراطور" ، سلة جورج السادس | القيمة، "أفريقيا الشرقية"، الأسد أمام الجبل، التاريخ      | 1941                                          | النادرة، والحافة الأكبر سمكًا، والحفرة الأكبر، والفروق في التصميم الصغيرة |
|                                                        | 1 شلن                                         | كيلومتر 28.3                                  | 7،7759 جرام                                   | 25٪ فضة                                       | "جورجيوس السادس" "ريكس وإنديان إمبراطور" ، سلة جورج السادس | القيمة، "أفريقيا الشرقية"، الأسد أمام الجبل، التاريخ      | 1942-1943                                     | صورة مركزية رممت على الجانب الخلفي                                       |
|                                                        | 1 شلن                                         | كيلومتر 28.4                                  | 7،7759 جرام                                   | 25٪ فضة                                       | "جورجيوس السادس" "ريكس وإنديان إمبراطور" ، سلة جورج السادس | القيمة، "أفريقيا الشرقية"، الأسد أمام الجبل، التاريخ      | 1944-1946                                     | نفس كيم 28.1 مع حافة القارب القريبة                                      |
| For table standards, see the coin specification table. |                                               |                                               |                                               |                                               |                                                            |                                                           |                                               |                                                                          |

#### مثل جورجيفز سيكستيفس
| صدرت في عهد الملك جورج السادس باسم جورجيفز سيكستيفس | صدرت في عهد الملك جورج السادس باسم جورجيفز سيكستيفس | صدرت في عهد الملك جورج السادس باسم جورجيفز سيكستيفس | صدرت في عهد الملك جورج السادس باسم جورجيفز سيكستيفس | صدرت في عهد الملك جورج السادس باسم جورجيفز سيكستيفس | صدرت في عهد الملك جورج السادس باسم جورجيفز سيكستيفس | صدرت في عهد الملك جورج السادس باسم جورجيفز سيكستيفس | صدرت في عهد الملك جورج السادس باسم جورجيفز سيكستيفس | صدرت في عهد الملك جورج السادس باسم جورجيفز سيكستيفس |
| صورة                                                | قيمة                                                | رقم الكتالوج                                        | تعبير                                               | وصف                                                 | وصف                                                 | التاريخ                                             | ملاحظات                                             |                                                     |
| صورة                                                | قيمة                                                | رقم الكتالوج                                        | تعبير                                               | وجه العملة                                          | ظهر العملة                                          | التاريخ                                             | ملاحظات                                             |                                                     |
| --------------------------------------------------- | --------------------------------------------------- | --------------------------------------------------- | --------------------------------------------------- | --------------------------------------------------- | --------------------------------------------------- | --------------------------------------------------- | --------------------------------------------------- | --------------------------------------------------- |
|                                                     | 1 سنت                                               | كم 32                                               | برونزي                                              | "GEORGIVS SEXTVS REX"، التاج، القيمة                | "شرق أفريقيا"، القيمة والتاريخ                      | 1949-1952                                           | الثقب المركزي                                       |                                                     |
|                                                     | 5 سنتات                                             | كم 33                                               | برونزي                                              | "GEORGIVS SEXTVS REX"، التاج، القيمة                | "شرق أفريقيا"، القيمة والتاريخ                      | 1949-1952                                           | الثقب المركزي                                       |                                                     |
|                                                     | 10 سنتات                                            | كم 34                                               | برونزي                                              | "GEORGIVS SEXTVS REX"، التاج، القيمة                | "شرق أفريقيا"، القيمة والتاريخ                      | 1949-1952                                           | الثقب المركزي                                       |                                                     |
|                                                     | 50 سنتًا                                             |                                                     |                                                     |                                                     |                                                     |                                                     |                                                     |                                                     |

### صدرت في عهد الملكة إليزابيث الثانية
| صدرت في عهد الملكة إليزابيث الثانية | صدرت في عهد الملكة إليزابيث الثانية | صدرت في عهد الملكة إليزابيث الثانية | صدرت في عهد الملكة إليزابيث الثانية | صدرت في عهد الملكة إليزابيث الثانية      | صدرت في عهد الملكة إليزابيث الثانية | صدرت في عهد الملكة إليزابيث الثانية | صدرت في عهد الملكة إليزابيث الثانية | صدرت في عهد الملكة إليزابيث الثانية |
| صورة                                | قيمة                                | رقم الكتالوج                        | تعبير                               | وصف                                      | وصف                                 | التاريخ                             | ملاحظات                             |                                     |
| صورة                                | قيمة                                | رقم الكتالوج                        | تعبير                               | وجه العملة                               | ظهر العملة                          | التاريخ                             | ملاحظات                             |                                     |
| ----------------------------------- | ----------------------------------- | ----------------------------------- | ----------------------------------- | ---------------------------------------- | ----------------------------------- | ----------------------------------- | ----------------------------------- | ----------------------------------- |
|                                     | 1 سنت                               | كم 35                               | برونزي                              | "الملكة إليزابيث الثانية"، التاج، القيمة | "شرق أفريقيا"، القيمة والتاريخ      | 1954-1962                           | الثقب المركزي                       |                                     |
|                                     | 5 سنتات                             | كم 37                               | برونزي                              | "الملكة إليزابيث الثانية"، التاج، القيمة | "شرق أفريقيا"، القيمة والتاريخ      | 1955-1963                           | الثقب المركزي                       |                                     |
|                                     | 10 سنتات                            | كم 38                               | برونزي                              | "الملكة إليزابيث الثانية"، التاج، القيمة | "شرق أفريقيا"، القيمة والتاريخ      | 1956-1964                           | الثقب المركزي                       |                                     |
|                                     | 50 سنتًا                             |                                     |                                     |                                          |                                     |                                     |                                     |                                     |

### صدرت بعد الاستقلال
| صدرت بعد الاستقلال                                 | صدرت بعد الاستقلال | صدرت بعد الاستقلال | صدرت بعد الاستقلال | صدرت بعد الاستقلال                            | صدرت بعد الاستقلال           | صدرت بعد الاستقلال | صدرت بعد الاستقلال | صدرت بعد الاستقلال |
| صورة                                               | قيمة               | رقم الكتالوج       | تعبير              | وصف                                           | وصف                          | التاريخ            | ملاحظات            |                    |
| صورة                                               | قيمة               | رقم الكتالوج       | تعبير              | وجه العملة                                    | ظهر العملة                   | التاريخ            | ملاحظات            |                    |
| -------------------------------------------------- | ------------------ | ------------------ | ------------------ | --------------------------------------------- | ---------------------------- | ------------------ | ------------------ | ------------------ |
|                                                    | 5 سنتات            | كم 39              | برونزي             | "سينتي تانو"، 5، "فايف سنتات"، "شرق أفريقيا"  | "شرق أفريقيا"، "5"، التاريخ  | 1964               | الثقب المركزي      |                    |
|                                                    | 10 سنتات           | كم 40              | برونزي             | "سينتي كومي"، 10، "عشرة سنتات"، "شرق أفريقيا" | "شرق أفريقيا"، "10"، التاريخ | 1964               | الثقب المركزي      |                    |
| For table standards, see the جدول مواصفات العملة . |                    |                    |                    |                                               |                              |                    |                    |                    |

Krause, Chester L.؛ Clifford Mishler (2003). 2004 الفهرس القياسي لعملات العالم المعدنية ‏: 1901–Present. Colin R. Bruce II (senior editor) (ط. 31st). Krause Publications. ISBN:0873495934.

## الأوراق النقدية
في عام 1921 أصدر مجلس العملة في شرق أفريقيا أوراق نقدية من فئات 5/ و10/ و20/ و100/ و200/ و1000/ و10000/ مع التعبير عن فئات الأوراق النقدية من فئة 20 شلن فأكثر أيضًا بالجنيه الإسترليني (1 جنيه إسترليني و5 جنيهات إسترلينية و10 جنيهات إسترلينية و50 جنيهًا إسترلينيًا و500 جنيه إسترليني). في عام 1943 أصدرت أوراق نقدية بقيمة 1/-، وكانت هذه هي المرة الوحيدة التي قاموا فيها بإنتاج مثل هذه الأوراق النقدية. لم تصدر أوراق نقدية من فئة 1000/- إلا في عام 1933، بينما أصدرت أوراق نقدية من فئة 10000/- آخر مرة في عام 1947. كما قاموا بإصدار الفئات المتبقية حتى عام 1964.
كتبت فئات الشلن على الأوراق النقدية باللغات الإنجليزية والعربية والغوجاراتية، في حين كتبت القيم بالجنيه الإسترليني باللغة الإنجليزية فقط.

## معرض الصور

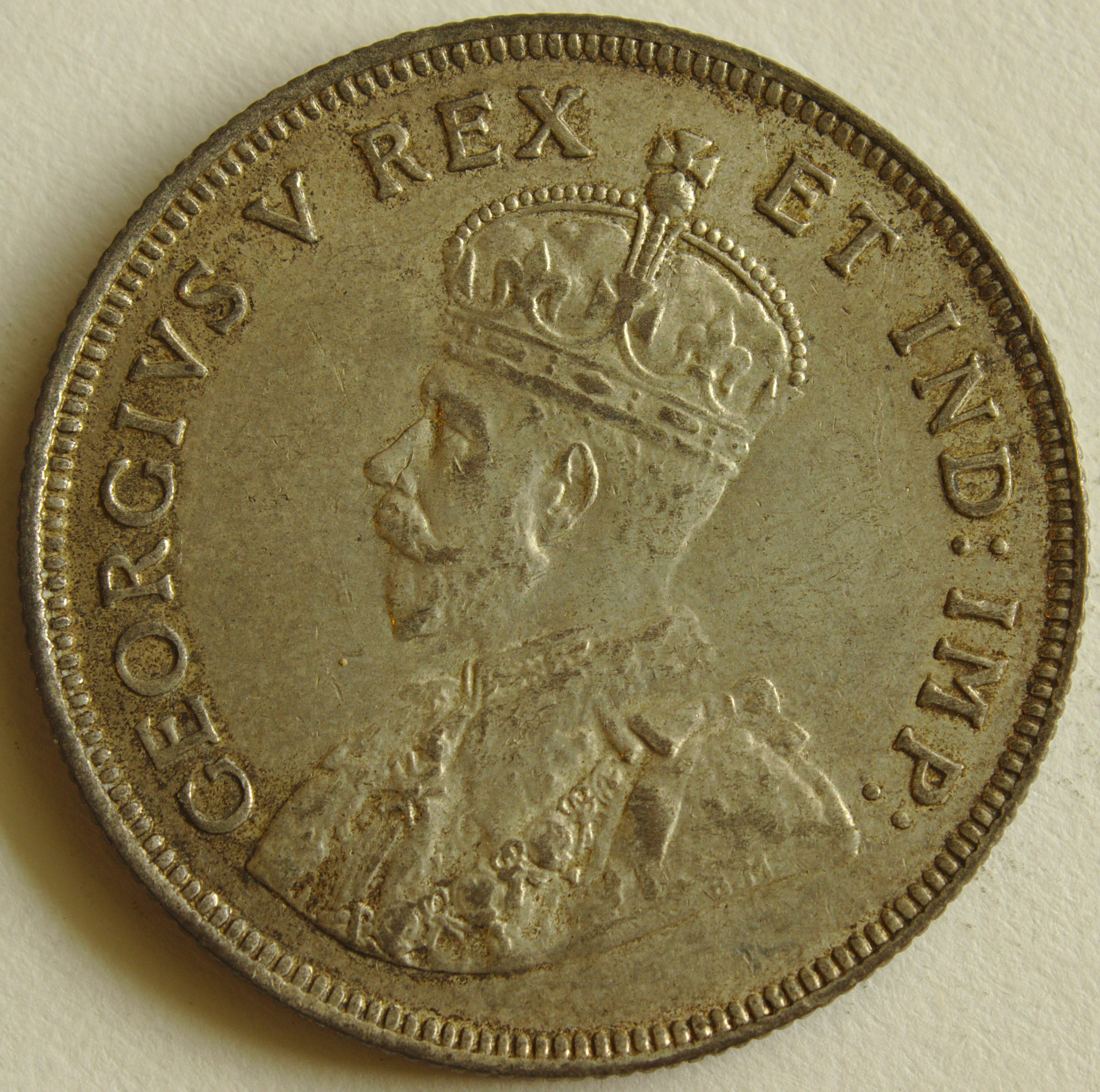
عملة شرق أفريقيا 1 شلن وجه عملة 1 شلن وجه عملة 1 شلن وجه عملة 1 شلن وجه عملة
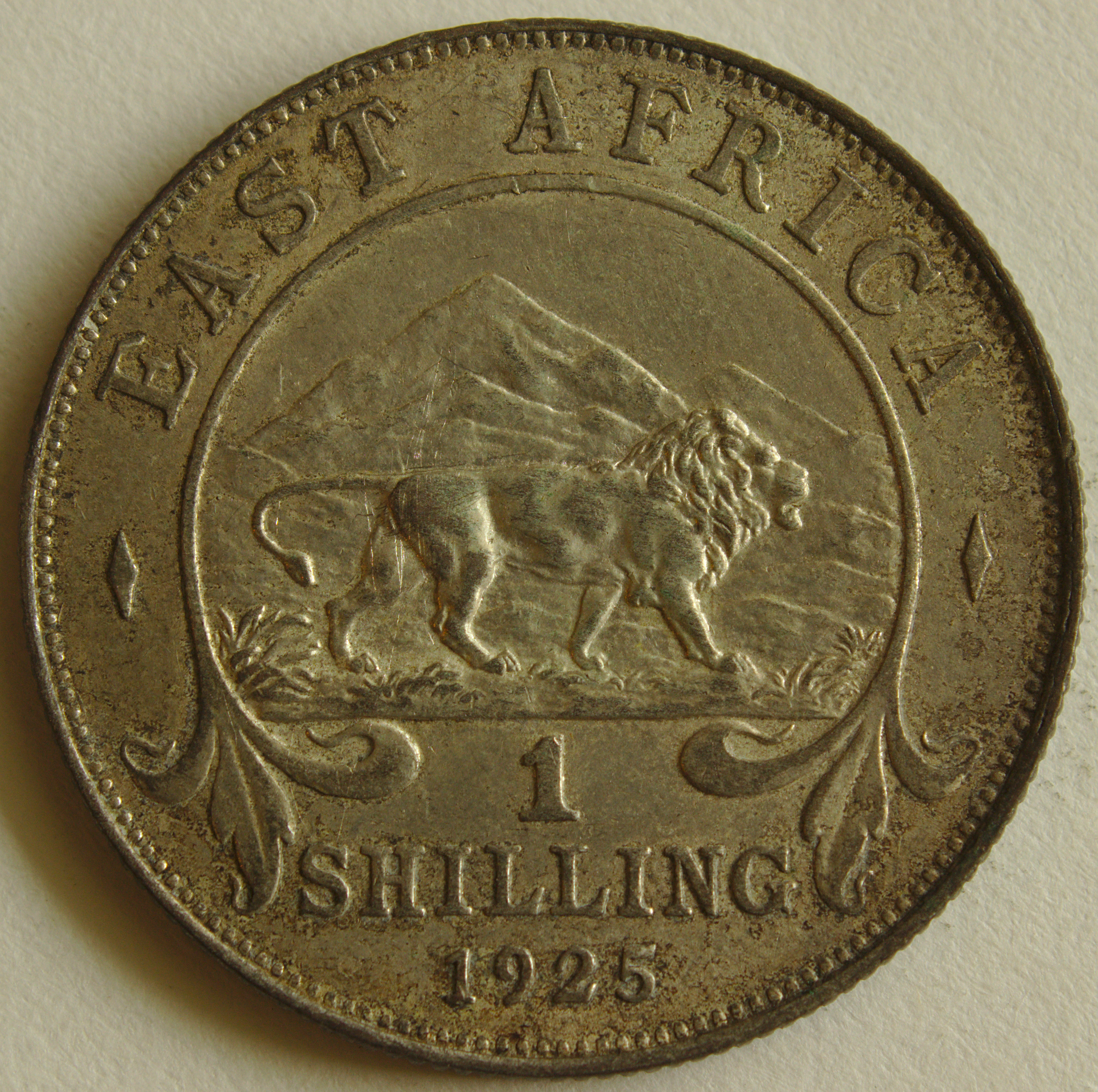
عملة معدنية من فئة شلن واحد من شرق أفريقيا عام 1925
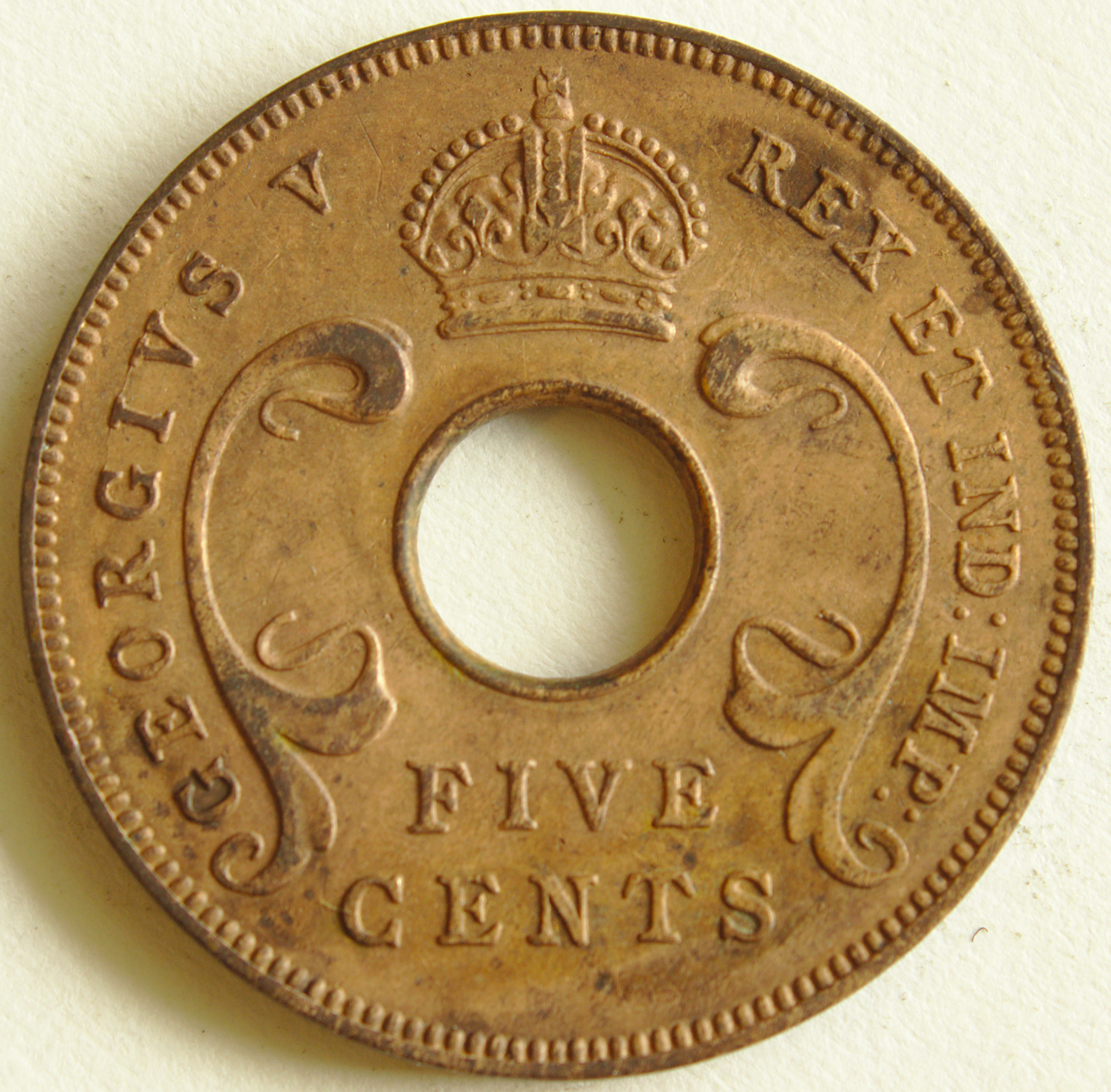
عملة شرق إفريقيا بقيمة 5 سنتات لعام 1935
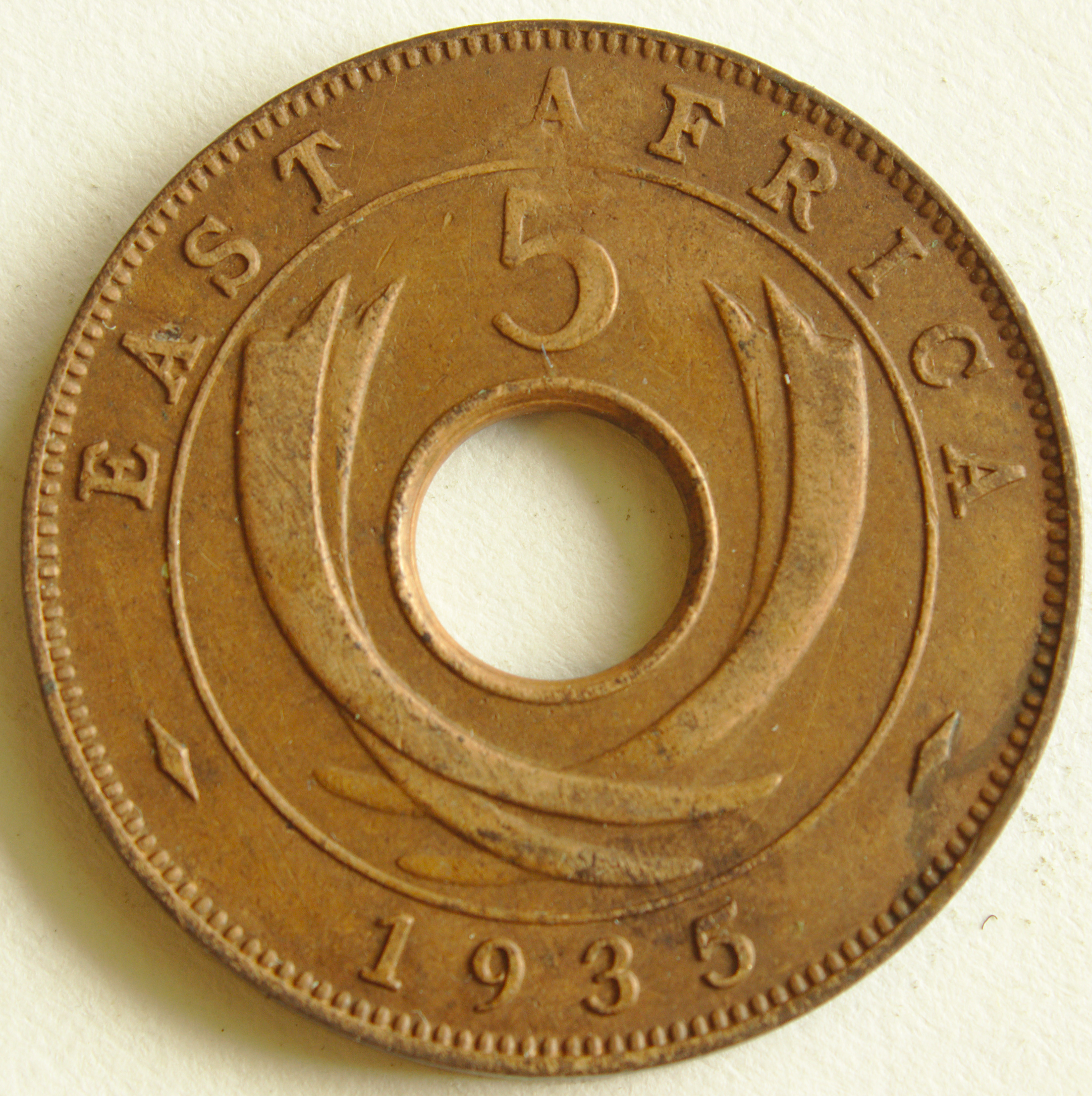
عملة شرق إفريقيا بقيمة 5 سنتات من عام 1935
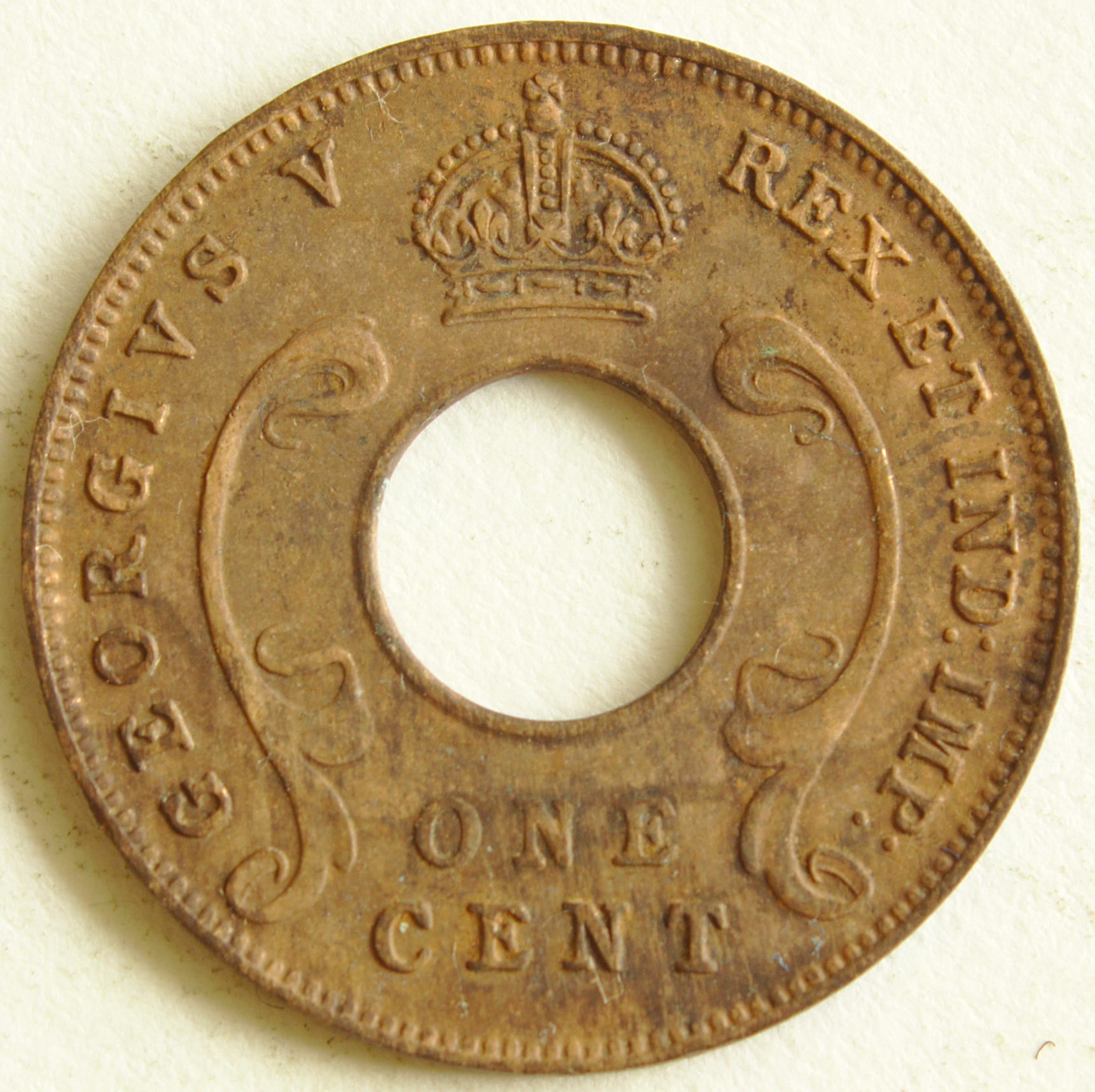
عملة شرق إفريقيا بقيمة سنت واحد لعام 1930
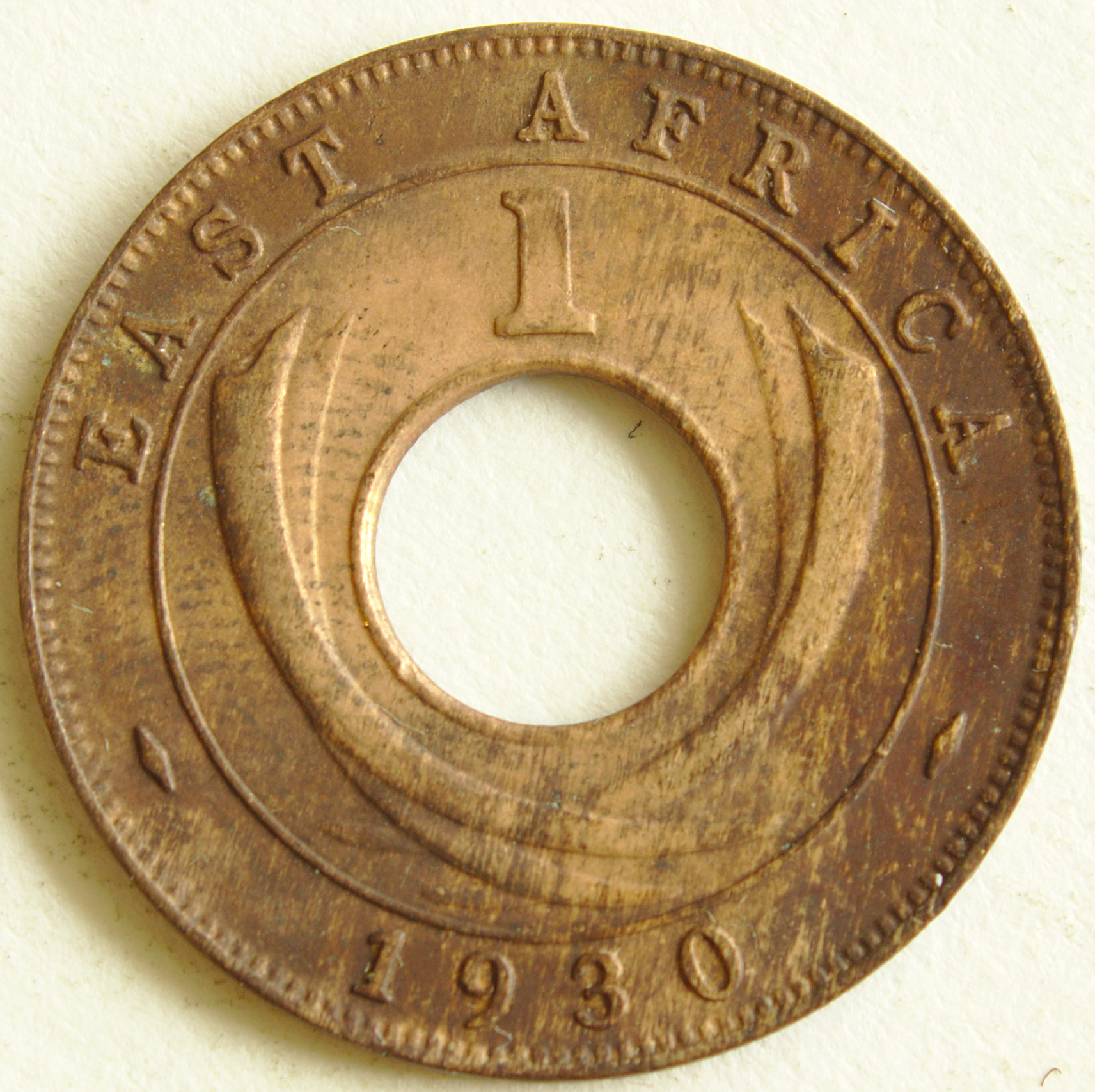
عملة شرق أفريقيا من فئة سنت واحد على الوجه الآخر لعام 1930
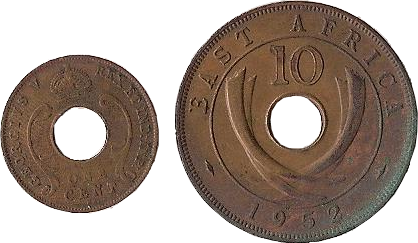
عملات شرق أفريقيا البريطانية فئة 1 سنت و10 سنتات
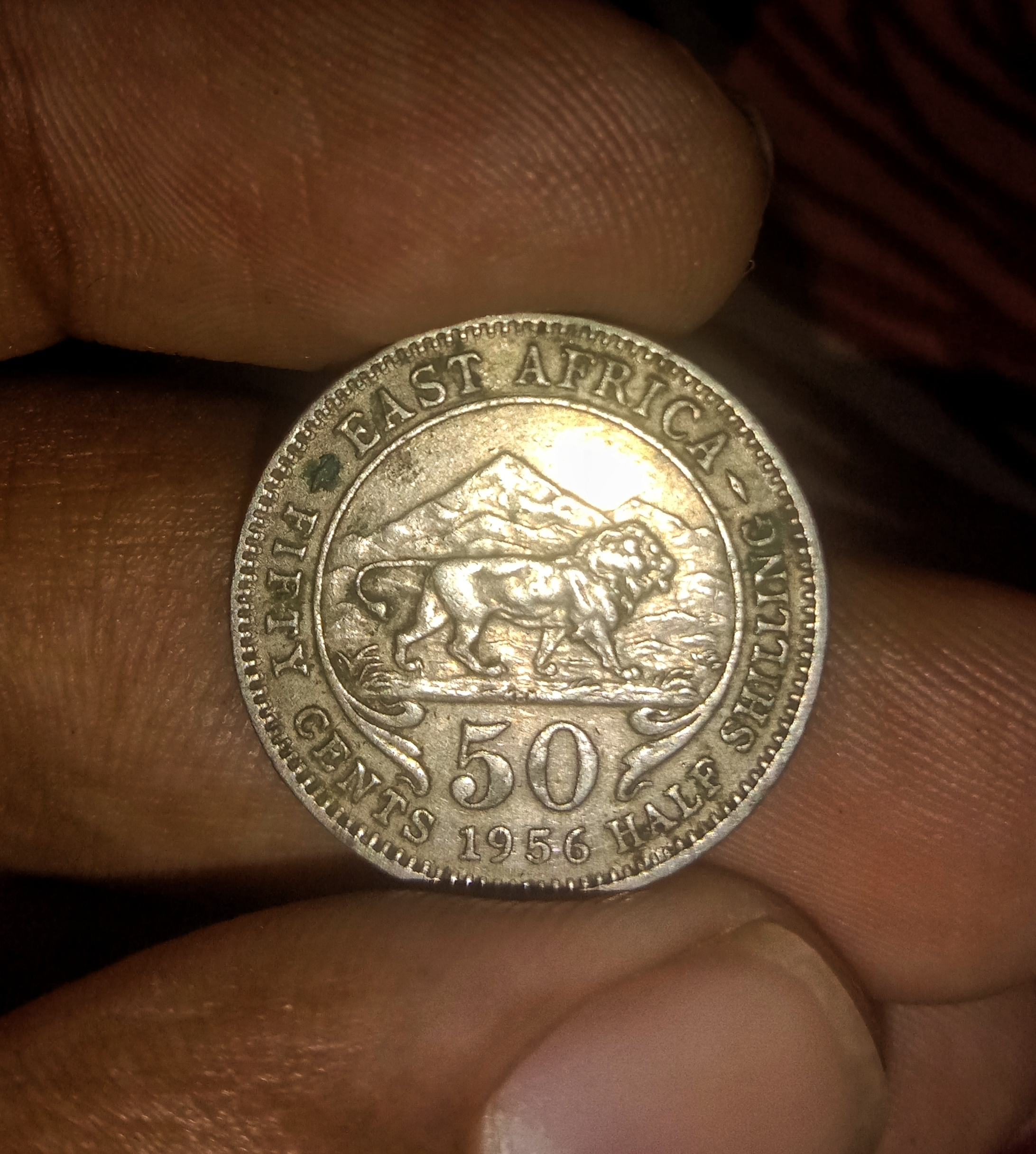
عملة نصف شلن شرق أفريقية من عام 1956 على الوجه الآخر

## روابط خارجية
- مجتمع شرق أفريقيا
- صور الأوراق النقدية في شرق أفريقيا